# Corée du Sud aux Jeux olympiques d'hiver de 2006
La Corée du Sud est représentée par 50 athlètes aux Jeux olympiques d'hiver de 2006 à Turin.

## Médailles
|              | Médaille d'or | Médaille d'argent | Médaille de bronze | Total |
| ------------ | ------------- | ----------------- | ------------------ | ----- |
| Corée du Sud | 6             | 3                 | 2                  | 11    |

- Liste des vainqueurs d'une médaille (par ordre chronologique)
  - Hyun-Soo Ahn  en Short-track sur 1500 m H Résultats
  - Ho-Suk Lee  en Short-track sur 1500 m H Résultats
  - Lee Kang-Seok  en patinage de vitesse sur 500 m H Résultats
  - Sun-Yu Jin  en Short-track sur 1500 m F Résultats
  - Eun-Kyung Choi en Short-track sur 1500 m F Résultats
  - Hyun-Soo Ahn  en Short-track sur 1000 m H Résultats
  - Ho-Suk Lee  en Short-track sur 1000 m H Résultats
  - Chun-Sa Byun, Eun-Kyung Choi, Da-Hye Jeon, Sun-Yu Jin et Yun-Mi Kang  en Short-track sur le relais 3000 m F Résultats
  - Hyun-Soo Ahn  en Short-tracksur 500 m H Résultats
  - Sun-Yu Jin  en Short-track sur 1000 m F Résultats
  - Hyun-Soo Ahn, Ho-Suk Lee, Ho-Jin Seo, Suk-Woo Song et Oh Se-jong  en Short-track en relais sur 5000 m H Résultats

## Épreuves

### Biathlon
Hommes
- Park Yoon Bae

### Bobsleigh
Hommes
- Cho In Ho
- Lee Ki Ro
- Lee Yong
- Kang Kwang Bae

### Luge
Hommes
- Kim Min Kyu

### Patinage artistique
Hommes
- Lee Dong Whun

Femmes
- Choi Ji Eun

### Patinage de vitesse
Hommes
- Choi Jae-Bong
- Kwon Sun-Chun
- Lee Kang-Seok
- Lee Kyou-Hyuk
- Mun Joon
- Yeo Sang-Yeop

Femmes
- Bak Eun Bi
- Choi Seung Yong
- Jeong Eun Ji
- Kim You Lim
- Lee Bo Ra
- Lee Jin Woo
- Lee Jong Woo
- Lee Ju Youn
- Lee Sang-Hwa
- Lee Seung Hwan
- Noh Seon Yeong

### Saut à ski
- Heung Chul Choi
- Yong Jik Choi
- Chil Ku Kang
- Hyun Ki Kim

### Short-track
Hommes
- Ahn Hyun-soo
- Lee Ho-suk
- Oh Se-jong
- Seo Ho-jin
- Song Suk-Woo

Femmes
- Byun Chun-sa
- Choi Eun-kyung
- Jeon Da-hye
- Jin Sun-yu
- Kang Yun Mi

### Skeleton
Hommes
- Kang Kwang Bae
- Lee Ki Ro

### Ski acrobatique
Bosses F
- Yoon Chae Rin

### Ski alpin
Hommes
- Kim Hyung Chul
- Kim Woo Sung
- Kang Min Heuk

Femmes
- Oh Jae Eun

### Ski de fond
Hommes
- Choi Im Heon
- Jung Eui Myung
- Park Byung Joo

Femmes
- Lee Chae Won